# Stof 2000
Stof 2000 A/S er en dansk kæde af stofbutikker.
Kæden består af 27 butikker og har hovedsæde i Odense.
Pr. 29. september 2017:
| Region             | Antal | By |
| ------------------ | ----- | --- |
| Region Hovedstaden | 11    | Frederiksberg, Helsingør, København (Amagerbrogade, Vesterbrogade, Frederiksborggade 26, Nørrebrogade, Østerbro), Lyngby, Rødovre, Valby, Ballerup Centret |
| Region Sjælland    | 4     | Hundige, Næstved, Slagelse, Holbæk |
| Region Syddanmark  | 7     | Esbjerg, Kolding, Odense (Skibhusvej & Rødegårdsvej), Svendborg, Vejle, Aabenraa                                                                           |
| Region Midtjylland | 3     | Horsens, Randers, Århus, Holstebro |
| Region Nordjylland | 2     | Frederikshavn & Aalborg |